# 卡陶蒂拉山
14°05′51″S 70°38′56″W / 14.09750°S 70.64889°W
卡陶蒂拉山（Catautira），是秘魯的山峰，位於該國東南部普諾大區，由卡拉瓦亞省的馬庫薩尼區負責管轄，屬於韋爾卡努塔山脈的一部分，海拔高度約5,200米。